# Distretto di Nacarôa
Il distretto di Nacarôa è un distretto del Mozambico, facente parte della Provincia di Nampula.